# Ogasawara
Ogasawara (小笠原村?, Ogasawara-mura) è un villaggio giapponese facente parte dell'omonima sottoprefettura di Ogasawara, situata nell'oceano Pacifico a circa un migliaio di chilometri al largo di Tokyo, il cui territorio ricade sotto la giurisdizione del Governo metropolitano di Tokyo.